# Дисульфид празеодима
Дисульфид празеодима — бинарное неорганическое соединение,
соль празеодима и сероводородной кислоты
с формулой PrS2,
кристаллы.

## Получение
- Сплавление стехиометрических количеств чистых веществ:

{\displaystyle {\mathsf {Pr+2S\ {\xrightarrow {T}}\ PrS_{2}}}}

## Физические свойства
Дисульфид празеодима образует кристаллы
кубической сингонии,

параметры ячейки a = 0,808 нм, Z = 8,
структура типа дисульфида лантана LaS2
.
При высоких температуре и давлении получена фаза
ромбической сингонии,

параметры ячейки a = 0,8025 нм, b = 1,6152 нм, c = 0,4062 нм, Z = 8
.
Соединение, обеднённое серой до состава Pr4S7, образует кристаллы
тетрагональной сингонии,
пространственная группа P 4b2,
параметры ячейки a = 0,798 нм, c = 0,807 нм, Z = 8
.